# Quercus alba
Quercus alba, el roble blanco americano o, simplemente, roble blanco, es una especie de roble de la familia Fagaceae. Tienen los estilos cortos; las bellotas maduran en 6 meses y tienen un sabor dulce y ligeramente amargo, el interior de la bellota tiene pelo. Las hojas carecen de una mayoría de cerdas en sus lóbulos, que suelen ser redondeados.

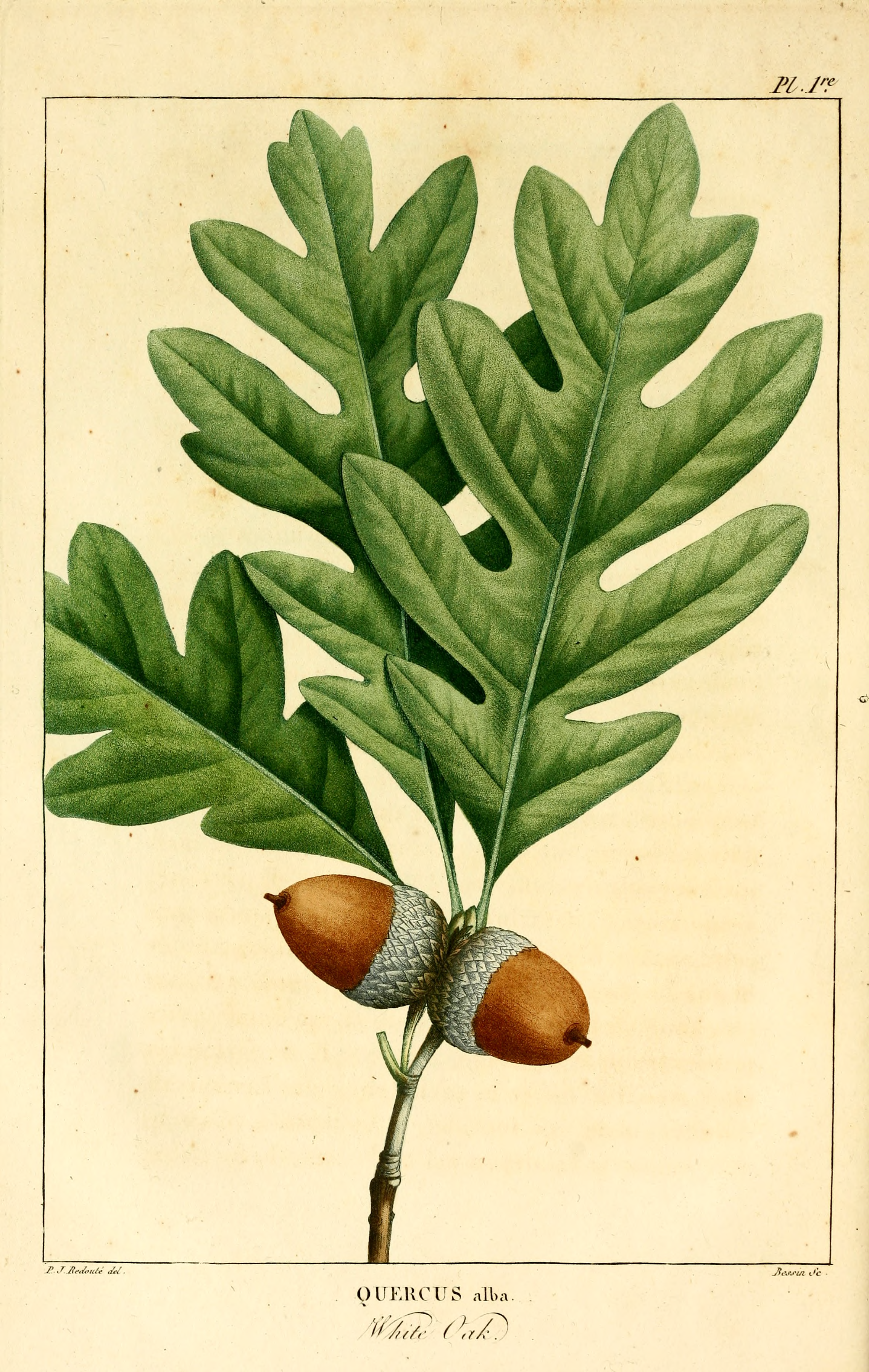
Ilustración

## Distribución
Es nativo del este de Norteamérica desde Quebec a Minnesota y de Florida a Tejas. Su madera es muy apreciada en carpintería.

## Descripción
Aunque es llamado roble blanco, es inusual encontrar alguno con la corteza completamente blanca, el color es grisáceo. Está considerado como el roble más valioso y majestuoso de Norteamérica. En el bosque alcanza una gran altura y en campo abierto se convierte en un árbol amplio de frondosas ramas.
Alcanza una altura de 25-30 metros, no obstante alcanza una gran amplitud con sus ramas paralelas al suelo. El más alto encontrado llegó a los 44 metros de altura. No es inusual que sea tan ancho como alto. Se conocen robles que han llegado a vivir 500 años. La corteza es de color ceniza gris. Los peciolos son cortos y las hojas se agrupan en racimos cerca de los extremos. Las flores son de color amarillo brillante su cáliz y rojizo los estigmas.

## Distribución y hábitat
Crece en diversidad de terrenos, prefiriendo los terrenos bajos, secos o húmedos, aunque se ha encontrado hasta los 1600 metros de altitud en las Montañas Apalaches.

## Usos
Proporciona una de las maderas americanas más interesantes, por sus múltiples aplicaciones por su dureza, resistencia y durabilidad, especialmente en la fábrica de muebles y barricas, construcción naval y ferrocarriles. Sus bellotas son comestibles.

## Taxonomía
Quercus alba fue descrita por  Carlos Linneo    y publicado en Species Plantarum 2: 996. 1753.
Etimología
Quercus: nombre genérico del latín que designaba igualmente al roble y a la encina.
alba: epíteto latino que significa "blanco".
Sinonimia
- Quercus repanda Michx. (1801), pro syn.
- Quercus nigrescens Raf. (1838).
- Quercus retusa Raf. (1838).
- Quercus candida Steud. (1841).
- Quercus ramosa Dippel (1891).[4]